# Ричард Адамс
Ричард Џорџ Адамс (енгл. Richard George Adams; Њубери, 9. мај 1920 — Оксфорд, 24. децембар 2016) је био британски писац познат по својим делима у коме су животиње главни јунаци, Брежуљак Вотершип и Бедни пси.
Адамс је служио британску војску у периоду од 1940. до 1946, током Другог светског рата. После рата наставио је студије на Оксфорду и добио диплому. 
У почетку је причао причу Брежуљак Вотершип својим двема ћеркама Ђулијети и Розамунди, а оне су га у каснијим годинама натерале да изда књигу. Било је потребно две године да се напише а дело су одбили чак 13 издавачких кућа. Када је Брежуљак Вотершип коначно издат, брзо је постао велики успех са обе стране Атлантика, продајући милион копија, обарајући рекорде продаје и у Британији и у САД. Брежуљак Вотершип је постао модеран класик и освојио је Карнеги медаљу 1972. године. До данас, Адамсово најпознатије дело је продано у 50 милиона примерака широм света, зарадивши му више новца него све његове друге књиге заједно. 
Данас живи са својом женом, десет миља од свог родног краја. Има двоје деце и шест унучади. Последњу књигу објавио је 2010. године.

## Књиге (са оригиналним насловима на енглеском језику)
- Watership Down (1972)
- Beklan Empire
  - Shardik (1974)
  - Maia (1984)
- Nature Through the Seasons (1975)
- The Tyger Voyage (1976)
- The Plague Dogs (1977)
- The Adventures & Brave Deeds Of The Ship's Cat On The Spanish Maine: Together With The Most Lamentable Losse Of The Alcestis & Triumphant Firing Of The Port Of Chagres (1977) (Такође објављено и под краћим именом The Ship's Cat)
- The Girl in a Swing (1980)
- The Iron Wolf and Other Stories (1980, у америци издат под називом The Unbroken Web)
- The Phoenix Tree (1980, колекција кратких прича различитих аутора)
- The Legend of Te Tuna (1982)
- Voyage Through the Antarctic (1982)
- Traveller (1988)
- The Day Gone By (Аутобиографија) (1990)
- Tales from Watership Down (кратке приче) (1996)
- The Outlandish Knight (1999)
- Daniel (2006)
- Gentle Footprints (2010)